# М'язи верхньої кінцівки людини

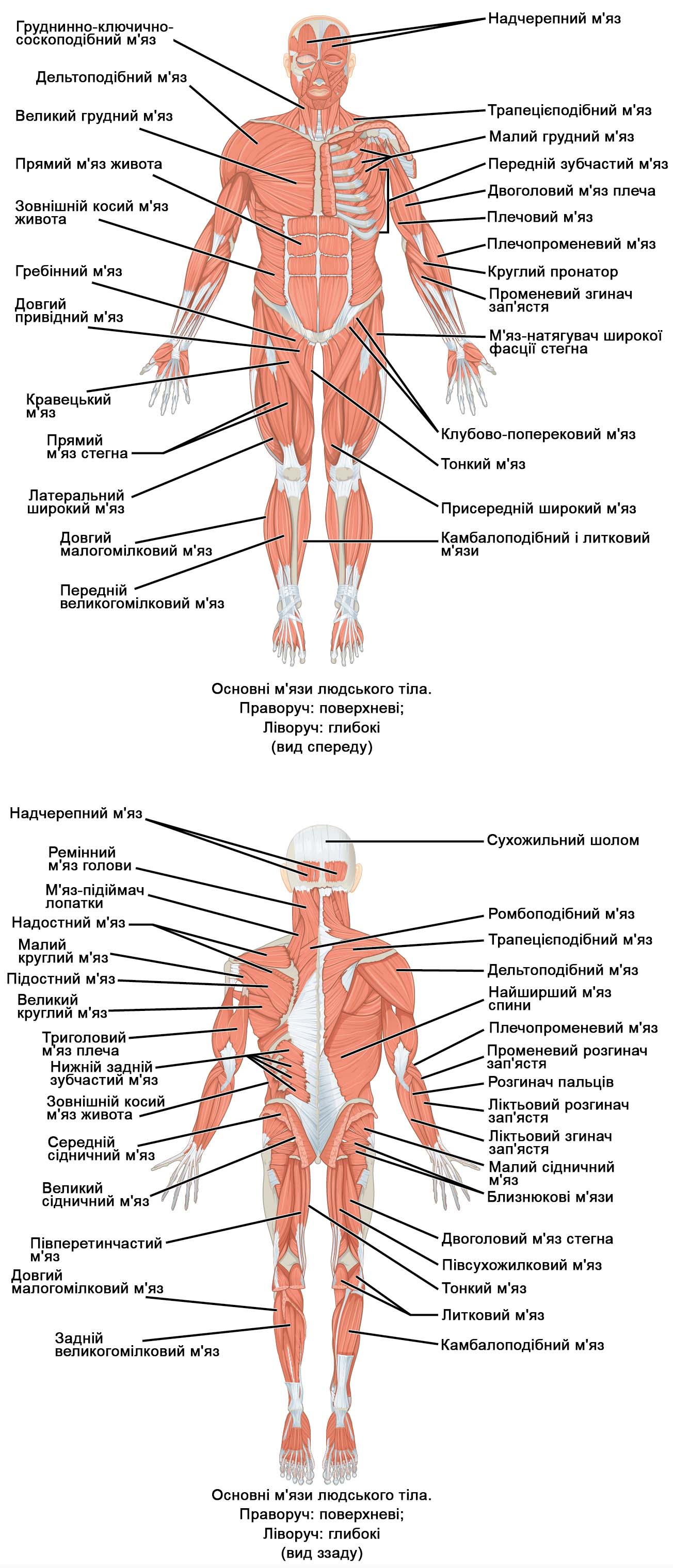
Головні м'язи людського тіла

М'язи верхніх кінцівок забезпечують свободу і велике різноманіття рухів руки. М'язи верхньої кінцівки прийнято ділити на такі групи: 1) м'язи плечового поясу; 2) м'язи вільної верхньої кінцівки — плеча, передпліччя та кисті.

## М'язи плечового поясу
М'язи плечового поясу рухають і фіксують вільну верхню кінцівку в плечовому суглобі.
| Ілюстрація | М'яз                                             | Початок                                                                                    | Кінець                                    | Функція |
| ---------- | ------------------------------------------------ | ------------------------------------------------------------------------------------------ | ----------------------------------------- | --- |
|            | Дельтоподібний м'яз (лат. musculus deltoideus)   | Від акроміального кінця ключиці, потім від акроміона і до ости лопатки на всій протяжності | Дельтоподібна горбистість плечової кістки | Передні пучки м'яза, скорочуючись, беруть участь у згинанні руки в плечовому суглобі; задні — в її розгинанні; середні і весь м'яз загалом відводять руку до горизонтального положення. |
|            | Надостний м'яз (лат. musculus supraspinatus)     | Надостна ямка лопатки                                                                      | Верхівка великого горбика плечової кістки | Синергіст дельтоподібного м'яза |
|            | Підостний м'яз (лат. musculus infraspinatus)     | Підостна ямка лопатки                                                                      | Великий горбик плечової кістки            | Обертає плече назовні |
|            | Малий круглий м'яз (лат. musculus teres minor)   | Латеральний край лопатки                                                                   | Великий горбик плечової кістки            | Обертає плече назовні |
|            | Великий круглий м'яз (лат. musculus teres major) | Нижній кут лопатки                                                                         | Гребінь малого горбика плечової кістки    | Обертає плече всередину |
|            | Підлопатковий м'яз (лат. musculus subscapularis) | Реберна поверхня лопатки                                                                   | Малий горбик плечової кістки              | Обертає плече всередину |

## М'язи плеча
В області плеча містяться дві групи м'язів: передня (складається зі згиначів) і задня (складається з розгиначів руки у плечовому і ліктьовому суглобах).

### Передня група
| Ілюстрація | М'яз                                                         | Початок                                                                                      | Кінець                                                           | Функція                                                         |
| ---------- | ------------------------------------------------------------ | -------------------------------------------------------------------------------------------- | ---------------------------------------------------------------- | --------------------------------------------------------------- |
|            | Дзьобоподібно-плечовий м'яз (лат. musculus coracobrachialis) | Дзьобоподібний відросток лопатки                                                             | Середина плечової кістки, гребінь малого горбика плечової кістки | Згинач плечової кістки та її пронатор                           |
|            | Двоголовий м'яз плеча (лат. musculus biceps brachii)         | Довга голівка — надсуглобна поверхня лопатки; коротка голівка — дзьобоподібний відросток     | Промениста горбистість, фасції Пирогова                          | Згинач передпліччя та плечової кістки, напружує фасцію Пирогова |
|            | Плечовий м'яз (лат. musculus brachialis)                     | Плечова кістка (2/3 нижче дельтоподібної горбистості), середня і серединна перегородки плеча | Вінцевий відросток ліктьової кістки, капсула ліктьового суглоба  | Згинання передпліччя в ліктьовому суглобі                       |

### Задня група
| Ілюстрація | М'яз                                                  | Початок | Кінець                                           | Функція                                                                  |
| ---------- | ----------------------------------------------------- | --- | ------------------------------------------------ | ------------------------------------------------------------------------ |
|            | Триголовий м'яз плеча (лат. musculus triceps brachii) | Довга голівка — від підсуглобного горбика лопатки; латеральна і медіальна голівки — від задньої сторони плечової кістки та міжм'язових перегородок | Ліктьовий відросток ліктьової кістки             | Розгинає руку в ліктьовому суглобі (довга голівка — також і в плечовому) |
|            | Ліктьовий м'яз (лат. musculus anconeus)               | Зовнішній надвиросток плечової кістки, обхідна променева зв'язка                                                                                   | Задній край ліктьової кістки, фасція передпліччя | Розгинає руку в ліктьовому суглобі                                       |

## М'язи передпліччя
В області передпліччя розрізняються дві групи м'язів: передню і задню. В передній містяться згиначі та пронатори, в задній — розгиначі та супінатори. М'язи передньої та задньої груп утворюють поверхневий і глибокий шар.

### Передня група м'яз, поверхневий шар
| Ілюстрація | М'яз                                                                      | Початок | Кінець                                                          | Функція |
| ---------- | ------------------------------------------------------------------------- | --- | --------------------------------------------------------------- | --- |
|            | Круглий пронатор (лат. musculus pronator teres)                           | Медіальний надвиросток плечової кістки, вінцевий відросток ліктьової кістки                                                                 | Латеральна провехня променевої кістки                           | Пронує передпліччя |
|            | Променевий згинач зап'ястя (лат. musculus flexor carpi radialis)          | Медіальний надвиросток плечової кістки, медіальна міжм'язова перегородка плеча, фасція передпліччя                                          | Долонева поверхня основи II—III п'ясткових кісток               | Згинає кисть і пронує передпліччя, згинає ліктьовий суглоб                                                              |
|            | Довгий долоневий м'яз (лат. musculus palmaris longus)                     | Медіальний надвиросток плечової кістки, медіальна міжвиросткова перегородка плеча                                                           | Долоневий апоневроз                                             | Напружує шкіру долоні і бере участь у згинанні кисті, згинає ліктьовий суглоб. М'яз рудиментарний і може бути відсутній |
|            | Поверхневий згинач пальців (лат. musculus flexor digitorum superficialis) | Медіальний надвиросток плечової кістки, вінцевий відросток ліктьової кістки, передній край променевої кістки, фасція передпліччя            | Долонева поверхня середніх фаланг II—V пальців                  | Згинає середні фаланги і бере участь у згинанні кисті, згинає ліктьовий суглоб                                          |
|            | Ліктьовий згинач зап'ястя (лат. musculus flexor carpi ulnaris)            | Медіальний надвиросток плечової кістки, медіальна міжвиросткова перегородка плеча, ліктьовий відросток ліктьової кістки, фасція передпліччя | Горохоподібна і гачкоподібна кістки, основа V п'ясткової кістки | Згинає кисть, згинає ліктьовий суглоб                                                                                   |
|            | Плечопроменевий м'яз (лат. musculus brachioradialis)                      | Латеральний надвиростковий гребінь плечової кістки, латеральна міжм'язова перегородка плеча                                                 | Променева кістка над шилоподібним відростком                    | Супінує передпліччя, що перебуває в пронованому стані; пронує супіноване передпліччя; згинає руку в ліктьовому суглобі  |

### Передня група м'язів, глибокий шар
| Ілюстрація | М'яз                                                                       | Початок                                                                 | Кінець                                            | Функція                                                  |
| ---------- | -------------------------------------------------------------------------- | ----------------------------------------------------------------------- | ------------------------------------------------- | -------------------------------------------------------- |
|            | Довгий згинач великого пальця кисті (лат. musculus flexor pollicis longus) | Передня поверхня променевої кістки, міжкісткова перегородка передпліччя | Долонева поверхня диста́льної фаланги пальця       | Згинає нігтеву фалангу, а також весь великий палець руки |
|            | Глибокий згинач пальців (лат. musculus flexor digitorum profundus)         | Передня поверхня ліктевої кістки, міжкісткова перетинка передпліччя     | Диста́льні фаланги II—V пальців                    | Згинає нігтеві фаланги та частково кисть                 |
|            | Квадратний пронатор (лат. musculus pronator quadratus)                     | Передній край і передня медіальна поверхня ліктьової кістки             | Передня поверхня променевої кістки (нижня чверть) | Синергіст круглого пронатора                             |

### Задня група м'язів, поверхневий шар
| Ілюстрація | М'яз                                                                                 | Початок                                                                          | Кінець                                                   | Функція                                                      |
| ---------- | ------------------------------------------------------------------------------------ | -------------------------------------------------------------------------------- | -------------------------------------------------------- | ------------------------------------------------------------ |
|            | Довгий променевий розгинач зап'ястя (лат. musculus extensor carpi radialis longus)   | Латеральний надвиросток плечової кістки, латеральна міжм'язова перегородка плеча | Задня поверхня основи II п'ясткової кістки               | Розгинає кисть                                               |
|            | Короткий променевий розгинач зап'ястя (лат. musculus extensor carpi radialis brevis) | Латеральний надвиросток плечової кістки, фасція передпліччя                      | Задня поверхня основи III п'ясткової кістки              | Розгинає кисть                                               |
|            | Розгинач пальців (лат. musculus extensor digitorum)                                  | Латеральний надвиросток плечової кістки, фасція передпліччя                      | Задня поверхня середніх і дистальних фаланг II—V пальців | Розгинає пальці та кисть; розгинає руку в ліктьовому суглобі |
|            | Ліктьовий розгинач зап'ястя (лат. musculus extensor carpi ulnaris)                   | Латеральний надвиросток плечової кістки, фасція передпліччя                      | Задня поверхня основи V п'ясткової кістки                | Розгинає кисть; розгинає руку в ліктьовому суглобі           |
|            | Розгинач мізинця (лат. musculus extensor digiti minimi)                              | Латеральний надвиросток плечової кістки, фасція передпліччя                      | Задня поверхня середньої та дистальної фаланг мізинця    | Розгинає мізинець                                            |

### Задня група м'язів, глибокий шар
| Ілюстрація | М'яз                                                                                 | Функція                             |
| ---------- | ------------------------------------------------------------------------------------ | ----------------------------------- |
|            | Супінатор (лат. musculus supinator)                                                  | Супінує передпліччя та кисть        |
|            | Довгий м'яз-відвідник великого пальця кисті (лат. musculus abductor pollicis longus) | Відводить великий палець і кисть    |
|            | Короткий розгинач великого пальця кисті (лат. musculus extensor pollicis brevis)     | Розгинає і відводить великий палець |
|            | Довгий розгинач великого пальця кисті (лат. musculus extensor pollicis longus)       | Розгинає великий палець             |
|            | Розгинач вказівного пальця (лат. musculus extensor indicis)                          | Розгинає вказівний палець           |

## М'язи кисті

### М'язи підвищення великого пальця руки
| Ілюстрація | М'яз                                                                                   | Початок                                                                          | Кінець                                                        | Функція                                          |
| ---------- | -------------------------------------------------------------------------------------- | -------------------------------------------------------------------------------- | ------------------------------------------------------------- | ------------------------------------------------ |
|            | Короткий м'яз-відвідник великого пальця кисті (лат. musculus abductor pollicis brevis) | Човноподібна кістка, кістка-трапеція, утримувач згиначів                         | Латеральний край основи проксимальної фаланги великого пальця | Відводить великий палець                         |
|            | Короткий згинач великого пальця кисті (лат. musculus flexor pollicis brevis)           | Кістка-трапеція, трапецієподібна кістка, утримувач згиначів, II п'ясткова кістка | Передня поверхня основи проксимальної фаланги великого пальця | Згинає великий палець                            |
|            | Протиставний м'яз великого пальця кисті (лат. musculus opponens pollicis)              | Кістка-трапеція, утримувач згиначів                                              | Латеральний край і передня поверхня I п'ясткової кістки       | Протиставляє великий палець мізинцю              |
|            | Привідний м'яз великого пальця кисті (лат. musculus adductor pollicis)                 | Головкоподібна кістка, основа і передня поверхня II та III п'ясткової кісток     | Основа проксимальної фаланги великого пальця                  | Приводить і частково протиставляє великий палець |

### М'язи підвищення мізинця
| Ілюстрація | М'яз                                                                | Початок                                          | Кінець                                                       | Функція                                                                         |
| ---------- | ------------------------------------------------------------------- | ------------------------------------------------ | ------------------------------------------------------------ | ------------------------------------------------------------------------------- |
|            | М'яз-відвідник мізинця (лат. musculus abductor digiti minimi)       | Горохоподібна кістка                             | Проксимальна фаланга мізинця                                 | Відводить мізинець                                                              |
|            | Протиставний м'яз мізинця (лат. musculus opponens digiti minimi)    | Гачок гачкоподібної кістки і утримувача згиначів | До медіального краю і передньої поверхні V п'ясткової кістки | Протиставляє великий палець мізинцю, притягуючи до долоеі його п'ясткову кістку |
|            | Короткий згинач мізинця (лат. musculus flexor digiti minimi brevis) | Гачок гачкоподібної кістки і утримувача згиначів | До проксимальної фаланги мізинця                             | Згинає проксимальну фалангу мізинця                                             |
|            | Короткий долоневий м'яз (лат. musculus palmaris brevis)             | Утримувач згиначів                               | До шкіри медіального краю кисті                              | Натягує долоневий апоневроз                                                     |

### Середня група м'язів кисті
| Ілюстрація | М'яз                                                             | Початок                                              | Кінець                                            | Функція                                                                         |
| ---------- | ---------------------------------------------------------------- | ---------------------------------------------------- | ------------------------------------------------- | ------------------------------------------------------------------------------- |
|            | Червоподібні м'язи (лат. musculi lumbricales)                    | Сухожилля глибокого згинача пальців                  | Задня поверхня проксимальних фаланг II—V пальців  | Згинають пальці в п'ястково-фалангових суглобах і розгинають їх у міжфалангових |
|            | Задні міжкісткові м'язи кисті (лат. musculi interossei dorsales) | Обернені одна до одної сторони I—V п'ясткових кісток | Задня поверхня проксимальних фаланг II—IV пальців | Згинання проксимальних фаланг і випрямлення середніх і дистальних II—V пальців  |